# ATP de Indian Wells

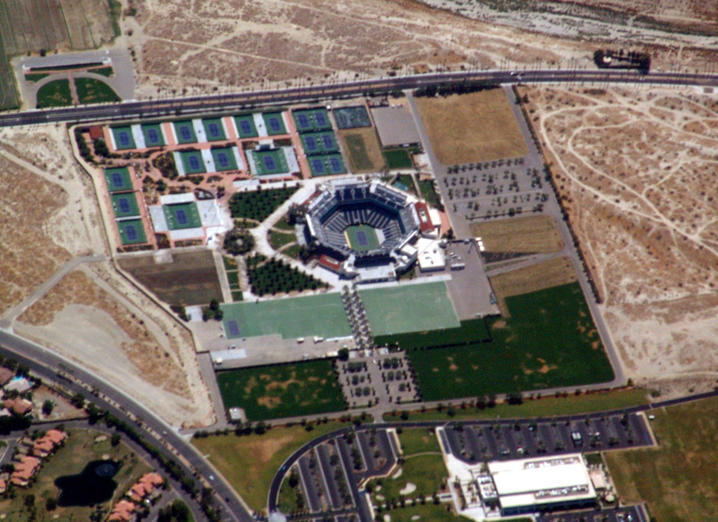
Indian Wells Tennis Garden, Indian Wells, Califórnia

O ATP de Indian Wells (também conhecido como BNP Paribas Open, para fins de patrocínio), é um torneio profissional de tênis masculino disputado em quadra dura no Indian Wells Tennis Garden, em Indian Wells, nos Estados Unidos.
Como ATP Masters 1000, inclui noventa e seis jogadores na chave de simples. Os trinta e dois cabeças de chave pulam a primeira rodada (começam de bye). É considerado o evento tenístico com maior público depois dos Grand Slam, com mais de 250.000 espectadores nas duas semanas em que acontece.
Na modalidade de simples, os maiores campeões do torneios são o suíço Roger Federer e o sérvio Novak Djokovic, ambos com 5 conquistas.

## Localização
Indian Wells localiza-se no Coachella Valley (área de Palm Springs), cerca de 170 km a leste de Los Angeles.
O torneio é disputado no Indian Wells Tennis Garden, construído em 2000, que possui vinte quadras de tênis, incluindo o estádio central (16 100 lugares) e dois estádios menores.

## História
O evento foi anteriormente chamado de Newsweek Champions Cup, Pilot Pen Classic e Congoleum Classic.
Em 2009, Larry Ellison, co-fundador e CEO da Oracle Corporation, comprou o torneio e o local onde é disputado, o Indian Wells Tennis Garden.

## Finais

### Simples
| Ano                                                         | Campeão               | Vice-campeão          | Resultado               |
| ----------------------------------------------------------- | --------------------- | --------------------- | ----------------------- |
| 2025                                                        | Jack Draper           | Holger Rune           | 6–2, 6–2                |
| 2024                                                        | Carlos Alcaraz        | Daniil Medvedev       | 7–65, 6–1               |
| 2023                                                        | Carlos Alcaraz        | Daniil Medvedev       | 6–3, 6–2                |
| 2022                                                        | Taylor Fritz          | Rafael Nadal          | 6–3, 7–65               |
| 2021                                                        | Cameron Norrie        | Nikoloz Basilashvili  | 3–6, 6–4, 6–1           |
| Torneio não realizado em 2020 devido à pandemia de COVID-19 |                       |                       |                         |
| 2019                                                        | Dominic Thiem         | Roger Federer         | 3–6, 6–3, 7–5           |
| 2018                                                        | Juan Martín del Potro | Roger Federer         | 6–4, 86–7, 7–62         |
| 2017                                                        | Roger Federer         | Stanislas Wawrinka    | 6–4, 7–5                |
| 2016                                                        | Novak Djokovic        | Milos Raonic          | 6–2, 6–0                |
| 2015                                                        | Novak Djokovic        | Roger Federer         | 6–3, 56–7 , 6–2         |
| 2014                                                        | Novak Djokovic        | Roger Federer         | 3–6, 6–3, 7–63          |
| 2013                                                        | Rafael Nadal          | Juan Martín del Potro | 4–6, 6–3, 6–4           |
| 2012                                                        | Roger Federer         | John Isner            | 7–67, 6–3               |
| 2011                                                        | Novak Djokovic        | Rafael Nadal          | 4–6, 6–3, 6–2           |
| 2010                                                        | Ivan Ljubičić         | Andy Roddick          | 7–63, 7–65              |
| 2009                                                        | Rafael Nadal          | Andy Murray           | 6–1, 6–2                |
| 2008                                                        | Novak Djokovic        | Mardy Fish            | 6–2, 5–7, 6–3           |
| 2007                                                        | Rafael Nadal          | Novak Djokovic        | 6–2, 7–5                |
| 2006                                                        | Roger Federer         | James Blake           | 7–5, 6–3, 6–0           |
| 2005                                                        | Roger Federer         | Lleyton Hewitt        | 6–2, 6–4, 6–4           |
| 2004                                                        | Roger Federer         | Tim Henman            | 6–3, 6–3                |
| 2003                                                        | Lleyton Hewitt        | Gustavo Kuerten       | 6–1, 6–1                |
| 2002                                                        | Lleyton Hewitt        | Tim Henman            | 6–1, 6–2                |
| 2001                                                        | Andre Agassi          | Pete Sampras          | 7–6, 7–5, 6–1           |
| 2000                                                        | Alex Corretja         | Thomas Enqvist        | 6–4, 6–4, 6–3           |
| 1999                                                        | Mark Philippoussis    | Carlos Moyá           | 5–7, 6–4, 6–4, 4–6, 6–2 |
| 1998                                                        | Marcelo Ríos          | Greg Rusedski         | 6–3, 6–7, 7–6, 6–4      |
| 1997                                                        | Michael Chang         | Bohdan Ulihrach       | 4–6, 6–3, 6–4, 6–3      |
| 1996                                                        | Michael Chang         | Paul Haarhuis         | 7–5, 6–1, 6–1           |
| 1995                                                        | Pete Sampras          | Andre Agassi          | 7–5, 6–3, 7–5           |
| 1994                                                        | Pete Sampras          | Petr Korda            | 4–6, 6–3, 3–6, 6–3, 6–2 |
| 1993                                                        | Jim Courier           | Wayne Ferreira        | 6–3, 6–3, 6–1           |
| 1992                                                        | Michael Chang         | Andrei Chesnokov      | 6–3, 6–4, 7–5           |
| 1991                                                        | Jim Courier           | Guy Forget            | 4–6, 6–3, 4–6, 6–3, 7–6 |
| 1990                                                        | Stefan Edberg         | Andre Agassi          | 6–4, 5–7, 7–6, 7–6      |
| 1989                                                        | Miloslav Mečíř        | Yannick Noah          | 3–6, 2–6, 6–1, 6–2, 6–3 |
| 1988                                                        | Boris Becker          | Emilio Sánchez        | 7–5, 6–4, 2–6, 6–4      |
| 1987                                                        | Boris Becker          | Stefan Edberg         | 6–4, 6–4, 7–5           |

### Duplas
| Ano                                                         | Campeões                            | Vice-campeões                            | Resultado                          |
| ----------------------------------------------------------- | ----------------------------------- | ---------------------------------------- | ---------------------------------- |
| 2025                                                        | Marcelo Arévalo Mate Pavić          | Sebastian Korda Jordan Thompson          | 6–3, 6–4                           |
| 2024                                                        | Wesley Koolhof Nikola Mektić        | Marcel Granollers Horacio Zeballos       | 7–62, 7–64                         |
| 2023                                                        | Rohan Bopanna Matthew Ebden         | Wesley Koolhof Neal Skupski              | 6–3, 2–6, [10–8]                   |
| 2022                                                        | John Isner Jack Sock                | Santiago González Édouard Roger-Vasselin | 7–64, 6–3                          |
| 2021                                                        | John Peers Filip Polášek            | Aslan Karatsev Andrey Rublev             | 6–3, 7–65                          |
| Torneio não realizado em 2020 devido à pandemia de COVID-19 |                                     |                                          |                                    |
| 2019                                                        | Nikola Mektić Horacio Zeballos      | Łukasz Kubot Marcelo Melo                | 4–6, 6–4, [10–3]                   |
| 2018                                                        | John Isner Jack Sock                | Bob Bryan Mike Bryan                     | 7–64, 7–62                         |
| 2017                                                        | Raven Klaasen Rajeev Ram            | Łukasz Kubot Marcelo Melo                | 16–7, 6–4, [10–8]                  |
| 2016                                                        | Pierre-Hugues Herbert Nicolas Mahut | Vasek Pospisil Jack Sock                 | 6–4, 7–6(7–5)                      |
| 2015                                                        | Vasek Pospisil Jack Sock            | Simone Bolelli Fabio Fognini             | 6-4, 6-7, [10-7]                   |
| 2014                                                        | Bob Bryan Mike Bryan                | Alexander Peya Bruno Soares              | 6–4, 6–3                           |
| 2013                                                        | Bob Bryan Mike Bryan                | Treat Conrad Huey Jerzy Janowicz         | 6–3, 3–6, [10–6]                   |
| 2012                                                        | Marc López Rafael Nadal             | John Isner Sam Querrey                   | 6–2, 7–63                          |
| 2011                                                        | Alexandr Dolgopolov Xavier Malisse  | Roger Federer Stanislas Wawrinka         | 6–4, 56–7, [10–7]                  |
| 2010                                                        | Marc López Rafael Nadal             | Daniel Nestor Nenad Zimonjić             | 7–68, 6–3                          |
| 2009                                                        | Mardy Fish Andy Roddick             | Max Mirnyi Andy Ram                      | 3–6, 6–1, [14–12]                  |
| 2008                                                        | Jonathan Erlich Andy Ram            | Daniel Nestor Nenad Zimonjić             | 6–4, 6–4                           |
| 2007                                                        | Martin Damm Leander Paes            | Jonathan Erlich Andy Ram                 | 6–4, 6–4                           |
| 2006                                                        | Mark Knowles Daniel Nestor          | Bob Bryan Mike Bryan                     | 6–4, 6–4                           |
| 2005                                                        | Mark Knowles Daniel Nestor          | Wayne Arthurs Paul Hanley                | 7–66, 7–62                         |
| 2004                                                        | Arnaud Clément Sébastien Grosjean   | Wayne Black Kevin Ullyett                | 6–3, 4–6, 7–5                      |
| 2003                                                        | Wayne Ferreira Yevgeny Kafelnikov   | Bob Bryan Mike Bryan                     | 6–1, 6–4                           |
| 2002                                                        | Mark Knowles Daniel Nestor          | Roger Federer Max Mirnyi                 | 6–4, 6–4                           |
| 2001                                                        | Wayne Ferreira Yevgeny Kafelnikov   | Jonas Björkman Todd Woodbridge           | 6–2, 7–5                           |
| 2000                                                        | Alex O'Brien Jared Palmer           | Paul Haarhuis Sandon Stolle              | 6–4, 7–65                          |
| 1999                                                        | Wayne Black Sandon Stolle           | Ellis Ferreira Rick Leach                | 6–3, 6–4                           |
| 1998                                                        | Jonas Björkman Patrick Rafter       | Todd Martin Richey Reneberg              | 6–0, 6–3                           |
| 1997                                                        | Mark Knowles Daniel Nestor          | Mark Philippoussis Patrick Rafter        | 7–5, 6–4                           |
| 1996                                                        | Todd Woodbridge Mark Woodforde      | Brian MacPhie Michael Tebbutt            | 6–3, 6–4                           |
| 1995                                                        | Tommy Ho Brett Steven               | Gary Muller Piet Norval                  | 7–6, 6–7, 6–4                      |
| 1994                                                        | Grant Connell Patrick Galbraith     | Byron Black Jonathan Stark               | 3–6, 6–1, 7–6                      |
| 1993                                                        | Guy Forget Henri Leconte            | Luke Jensen Scott Melville               | 4–6, 6–2, 7–6                      |
| 1992                                                        | Steve DeVries David Macpherson      | Kent Kinnear Sven Salumaa                | 6–3, 2–6, 6–4                      |
| 1991                                                        | Jim Courier Javier Sánchez          | Guy Forget Henri Leconte                 | 7–6, 6–1                           |
| 1990                                                        | Boris Becker Guy Forget             | Jim Grabb Patrick McEnroe                | 6–4, 6–3                           |
| 1989                                                        | Boris Becker Jakob Hlasek           | Kevin Curren David Pate                  | 3–6, 6–3, 6–4                      |
| 1988                                                        | Boris Becker Guy Forget             | Jorge Lozano Todd Witsken                | 6–3, 6–3                           |
| 1987                                                        | Guy Forget Yannick Noah             | Boris Becker Eric Jelen                  | 5–7, 7–6, 7–5                      |
| 1986                                                        | Peter Fleming Guy Forget            | Yannick Noah Sherwood Stewart            | 7–6, 6–2                           |
| 1985                                                        | Heinz Günthardt Balázs Taróczy      | Ken Flach Robert Seguso                  | 7–6, 7–5                           |
| 1984                                                        | Bernard Mitton Butch Walts          | Scott Davis Ferdi Taygan                 | 4–6, 6–4, 7–6                      |
| 1983                                                        | Brian Gottfried Raúl Ramírez        | Tian Viljoen Danie Visser                | 6–3, 6–3                           |
| 1982                                                        | Brian Gottfried Raúl Ramírez        | John Lloyd Dick Stockton                 | 6–4, 3–6, 6–2                      |
| 1981                                                        | Bruce Manson Brian Teacher          | Terry Moor Eliot Teltscher               | 7–6, 6–2                           |
| 1980                                                        | Final não realizada devido à chuva  | Final não realizada devido à chuva       | Final não realizada devido à chuva |
| 1979                                                        | Gene Mayer Sandy Mayer              | Cliff Drysdale Bruce Manson              | 6–4, 7–6                           |
| 1978                                                        | Raymond Moore Roscoe Tanner         | Bob Hewitt Frew McMillan                 | 6–4, 6–4                           |
| 1977                                                        | Bob Hewitt Frew McMillan            | Marty Riessen Roscoe Tanner              | 7–6, 7–6                           |
| 1976                                                        | Colin Dibley Sandy Mayer            | Raymond Moore Erik Van Dillen            | 6–3, 7–5                           |